# Glochidion inusitatum
Glochidion inusitatum är en emblikaväxtart som beskrevs av Albert Charles Smith. Glochidion inusitatum ingår i släktet Glochidion och familjen emblikaväxter. Inga underarter finns listade i Catalogue of Life.